# Scirpus
Scirpus és un gènere de plantes que consisteix en unes 120 espècies aquàtiques i herbàcies de la família de les ciperàcies. És un gènere amb distribució cosmopolita, que creix en aiguamolls i sòls humits. Algunes espècies es troben adaptades a salinitat, mitjans pantanosos, algunes prefereixen vores de canals, llacs i jaços de rius. Tenen fulles tipus gramínees, i inflorescències en espigues, freqüentment marrons. Algunes espècies (per exemple, S. lacustris) aconsegueixen altures de fins a 3 m. Unes altres, com Scirpus supinus, són molt més petites, amb sol 20 a 30 cm d'altura. Les espècies del gènere solen usar-se per combatre l'erosió del sòl. També són usades en fitoteràpia; els seus rizomes es recol·lecten a la tardor i hivern i s'assequen al sol abans de l'ús.

## Taxonomia
És un gènere de taxonomia complexa. Alguns estudis recents han determinat la creació de nous gèneres, tals com Schoenoplectus i Bolboschoenus. Les espècies de Scirpus són aliment de les larves d'algunes espècies de Lepidoptera incloent a Batrachedra cuniculata.
Algunes de les espècies són 
- Scirpus acicularis Zanard. ex Parl.[1]
- Scirpus ancistrochaetus Schuyler
- Scirpus argenteus Rottb.
- Scirpus arvensis Roxb.
- Scirpus atrocinctus Fernald
- Scirpus atrovirens Muhl.
- Scirpus campestris
- Scirpus cespitosus
- Scirpus californicus[2]
- Scirpus cernuus
- Scirpus congdonii
- Scirpus cyperinus
- Scirpus diffusus
- Scirpus divaricatus
- Scirpus expansus
- Scirpus flaccidifolius
- Scirpus fluitans
- Scirpus georgianus
- Scirpus hattorianus
- Scirpus inundatus
- Scirpus lineatus
- Scirpus longii
- Scirpus mariqueter
- Scirpus microcarpus
- Scirpus mucronatus
- Scirpus nevadensis
- Scirpus olneyi
- Scirpus pacificus
- Scirpus pallidus
- Scirpus paludosus
- Scirpus pedicellatus
- Scirpus pendulus
- Scirpus polyphyllus
- Scirpus pumilus
- Scirpus pungens
- Scirpus radicans
- Scirpus robustus
- Scirpus supinus[3]
- Scirpus sylvaticus
- Scirpus tabernaemontani
- Scirpus triqueter

Algunes de les espècies reassignades a altres gèneres són: 
- Scirpus cernuus (sin. Isolepis cernua)
- Scirpus holoschoenus (sin. Scirpoides holoschoenus) - jonc
- Scirpus hudsonianus (sin. Schoenoplectus hudsonianus)
- Scirpus lacustris (sin. Schoenoplectus lacustris)[4]
- Scirpus maritimus (sin. Bolboschoenus maritimus)
- Scirpus setaceus (sin. Isolepis setaceus)